# Tadeusz Boy-Żeleński
Tadeusz Kamil Marcjan Żeleński, cunoscut sub pseudonimul Tadeusz Boy-Żeleński, (n. 21 decembrie 1874, Varșovia, Imperiul Rus – d. 4 iulie 1941, Liov, Guvernământul General) a fost un scriitor polonez, poet, critic mai presus de toate, și traducător a peste 100 din clasicii literaturii franceze în limba poloneză .  El a fost de profesie medic pediatru și ginecolog. A făcut parte din mișcarea Tânăra Polonie, fiind o personalitate marcantă a ei, Tadeusz Boy-Żeleński fiind copilul teribil al literaturii poloneze în prima jumătate a secolului al XX-lea.  El a fost ucis în iulie 1941 în timpul ocupației naziste din Polonia, în ceea ce a devenit cunoscut sub numele de Masacrul Profesorilor din Lviv.

## Anii timpurii
Tadeusz Kamil Marcjan Żeleński  s-a născut la 21 decembrie 1874, în Varșovia, mama sa fiind Wanda (născută Grabowska) și tatăl Władysław Żeleński, care a fost un proeminent muzician și compozitor polonez. Vărul lui Tadeusz, Kazimierz Przerwa-Tetmajer a fost un renumit poet neoromantic. Deoarece învățământul superior în limba poloneză a fost interzis în Varșovia în perioada stăpânirii rusești, Żeleński pleacă în anul 1892 în Cracovia, apoi în Austria și se stabilește mai târziu în Galiția unde urmează cursurile facultății de medicină din cadrul Universității Jagiellon. În anul 1900, Tadeusz termină facultatea după care își începe practica medicală în specialitatea de pedriatrie. Din anul 1906 se specializează în ginecologie, profesie care-i va da libertatea financiară. În același an, participă la organizarea celebrului cabaret Zielony Balonik („Balonul verde”), unde se întâlneau personalități importante ale culturii poloneze cum au fost Jan August Kisielewski, Stanisław Kuczborski (painter), Witold Noskowski, Stanisław Sierosławski, Rudolf Starzewski, Edward Leszczyński, Teofil Trzcińki, Karol Frycz, Ludwik Puget, Kazimierz Sichulski, Jan Skotnicki, Feliks Jasieński și Zenon Pruszyński.
Boy-Żeleński a scris o mulțime de poezii, schițe, cântece satirice și scurte povestiri care au fost puse în scenă la cabaretul Zielony Balonik, unde, a criticat și și-a bătut joc de autoritățile conservatoare precum și de moralitatea ambiguă a orășeanului în stilul bombastic al Tinerei Polonii. Datorită acestora, și-a creat o reputație de „copil teribil” al literaturii poloneze.

## Primul război mondial și perioada interbelică
La izbucnirea primului război mondial, Żeleński fost recrutat în armata austro-ungară și a servit ca medic la trupele de geniști ai căilor ferate. După război, s-a întors în Polonia și în anul 1922, s-a mutat la Varșovia. El nu a revenit la practica lui medicală, ci sa concentrat în întregime pe scris. Activitatea sa a constat în diverse colaborări pentru reviste și cotidiene ale orașului, el devenind în scurt timp una dintre personalitățile liberale ale intelectualității poloneze. Tadeusz Boy-Żeleński a criticat acid moralitatea clerului, a promovat cultura, a fost unul dintre promotorii egalității femeilor cu bărbații. și a fost printre primele personalități publice care au sprijit avortul. De asemenea,Tadeusz Boy-Żeleński, a luptat în eseurile sale împotriva tradițiilor romantice cu privire la modul în care societatea poloneză și-a privit propriul său trecut istoric.
În plus, Tadeusz Boy-Żeleński a tradus peste 100 dintre clasicii literaturii franceze, care din acel moment au fost considerate printre cele mai bune traduceri din literatura străină în poloneză. În anul 1933, Boy-Żeleński a fost admis la prestigioasa Academie Poloneză de Literatură. 

## Al doilea război mondial
După izbucnirea celui de al doilea război mondial, Boy-Żeleński sa mutat la în Lviv, aflat sub ocupație sovietică. Boy a condus Universitatea din Lviv în calitate de șef al Departamentului de Literatură Franceză. Criticat de mulți pentru colaborarea sa publică și frecventă cu forțele de ocupație sovietice, el a menținut contacte cu mulți profesori și artiști importanți, care s-au găsit în oraș după războiul de apărare polonez . El a luat de asemenea parte la crearea ziarului comunist de propaganda Czerwony Sztandar ( Steagul Roșu ) și a devenit unul dintre cei mai proeminenți membri ai Societății Scriitorilor Polonezi.
După ce Germania nazistă a rupt tratatul germano-sovietic și a atacat URSS, Boy rămas în Liov (Lviv în prezent, Ucraina). Orașul a fost capturat în noaptea de 4 iulie 1941, iar el a fost arestat și dus la dealurile Wulka, unde a fost ucis pentru ca ar fi fost "un spion sovietic", împreună cu alți 45 de profesori din Polonia, artiști și intelectuali în ceea ce a devenit cunoscut ca Masacrul profesorilor din Lviv. 

## Galerie imagini

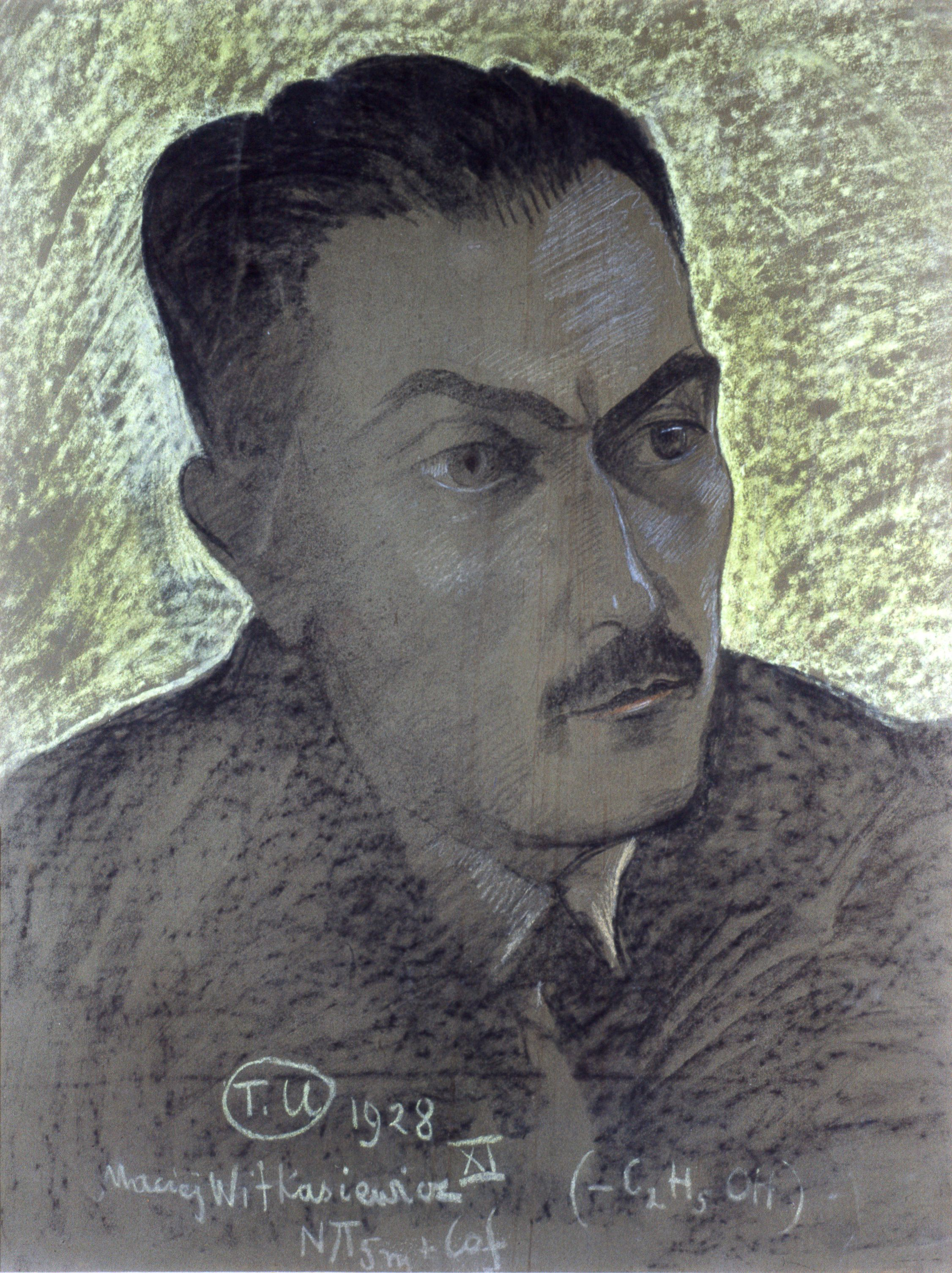
Portret Tadeusza Boya-Żeleńskiego 1928, realizat de Stanisław Ignacy Witkiewicz
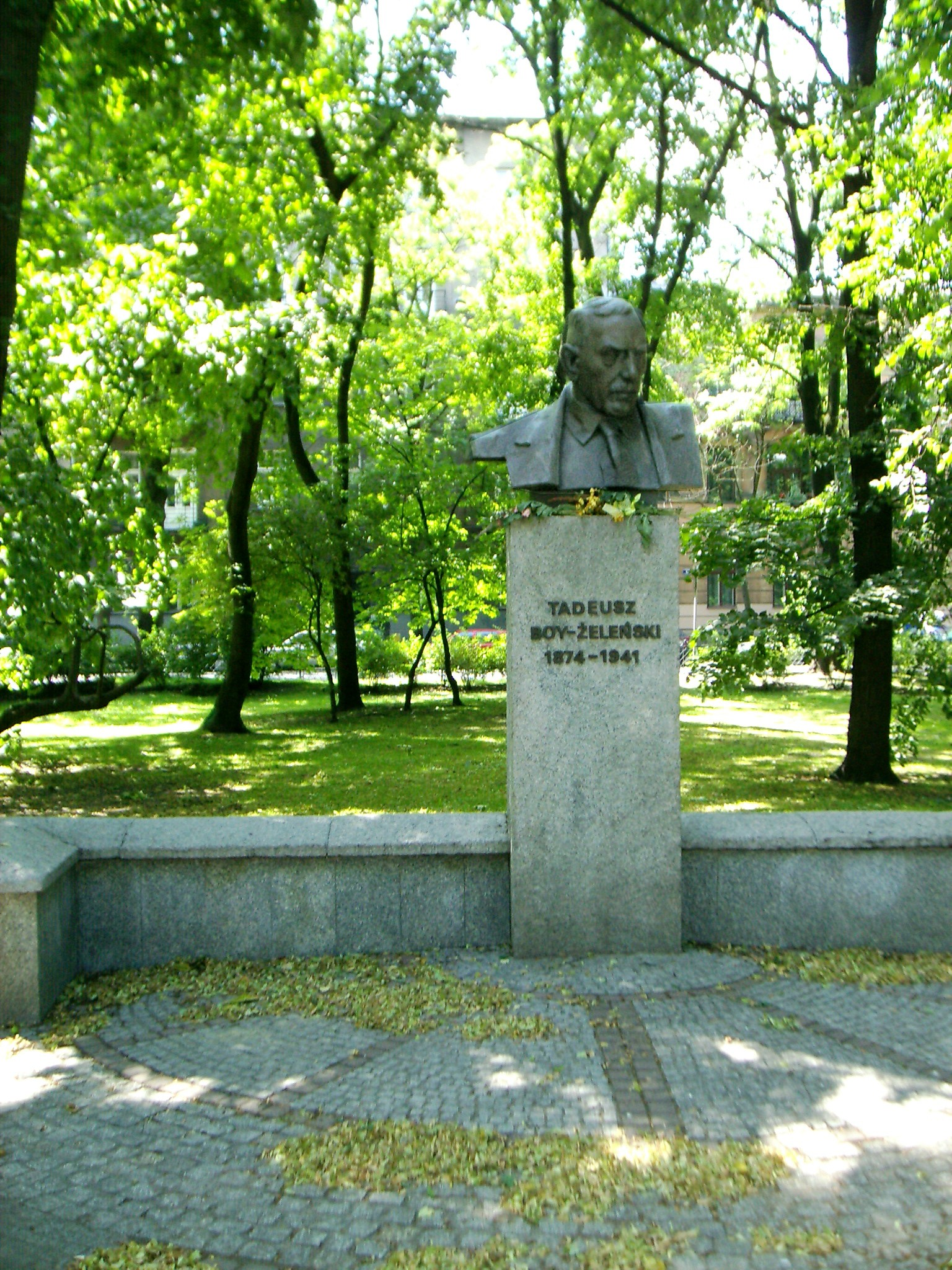
Bust
Stema familiei Żeleński